# کاتیپونان

پرچم جنبش کاتیپونان

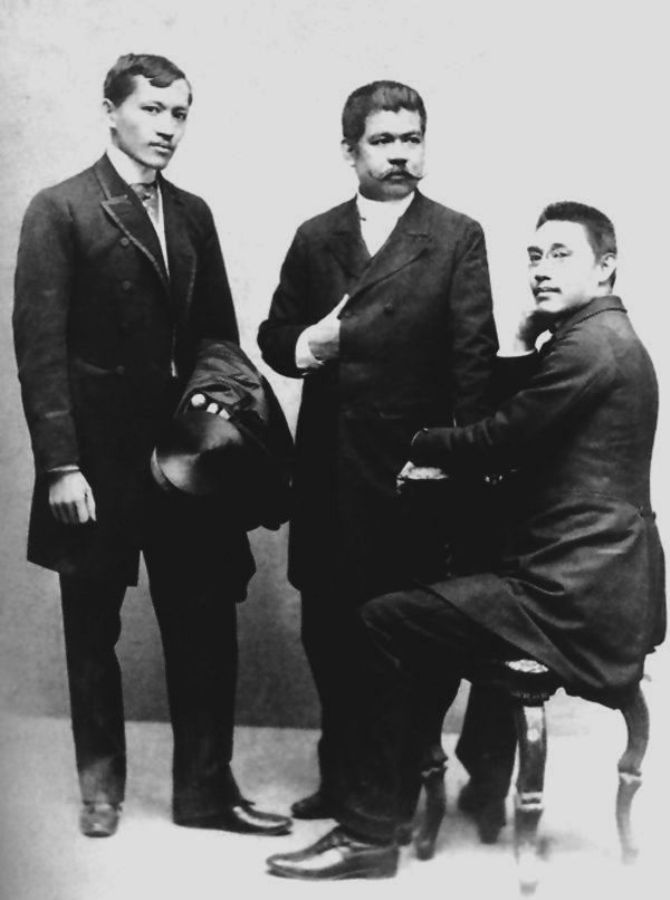
در اواخر قرن ۱۹ عکس از رهبران تبلیغات جنبش: خوزه ریزال، Marcelo H. دلم پیلار و مرینو Ponce. عکس گرفته شده در اسپانیا در سال ۱۸۹۰.

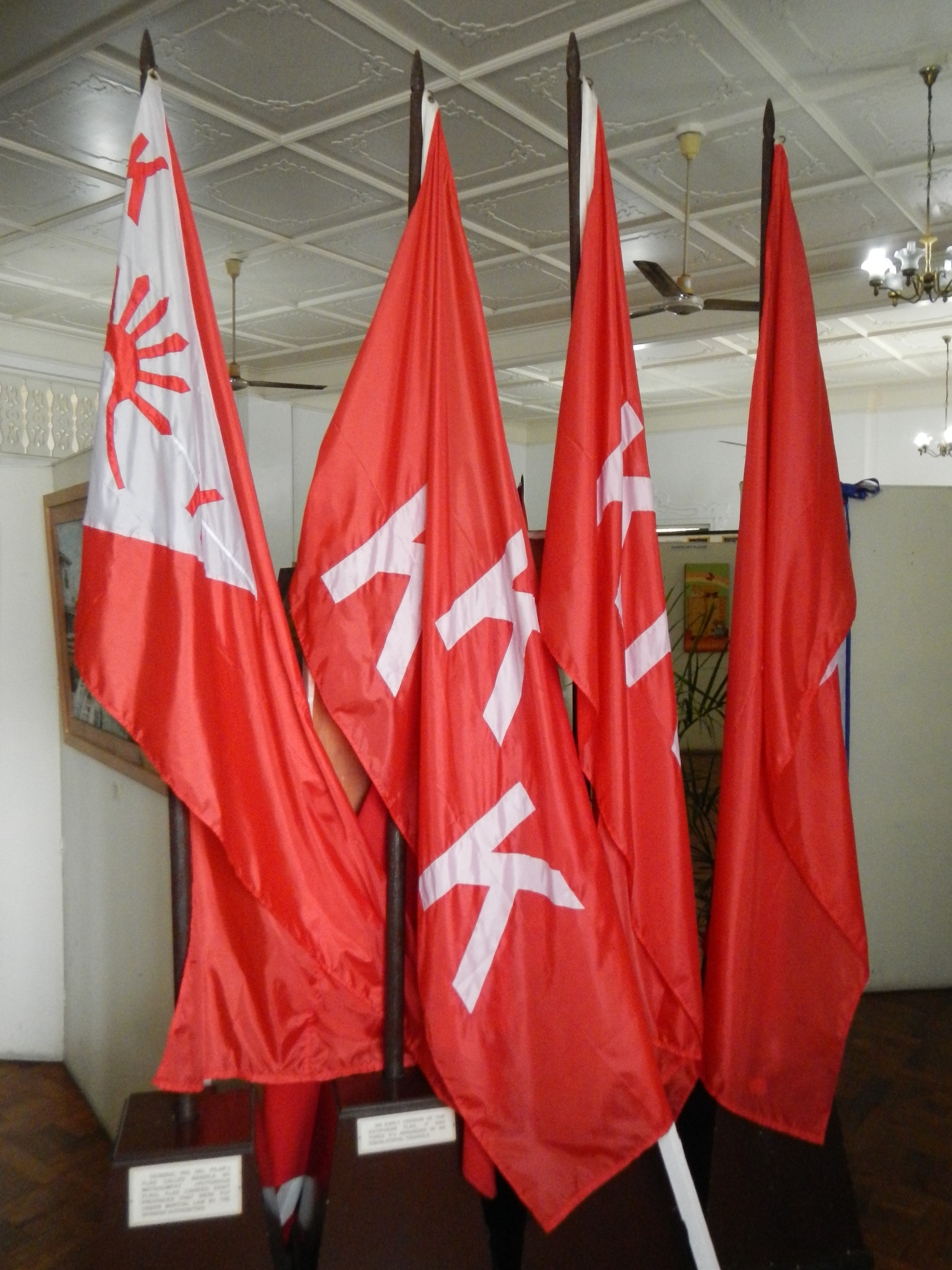
پرچم کتیپونن

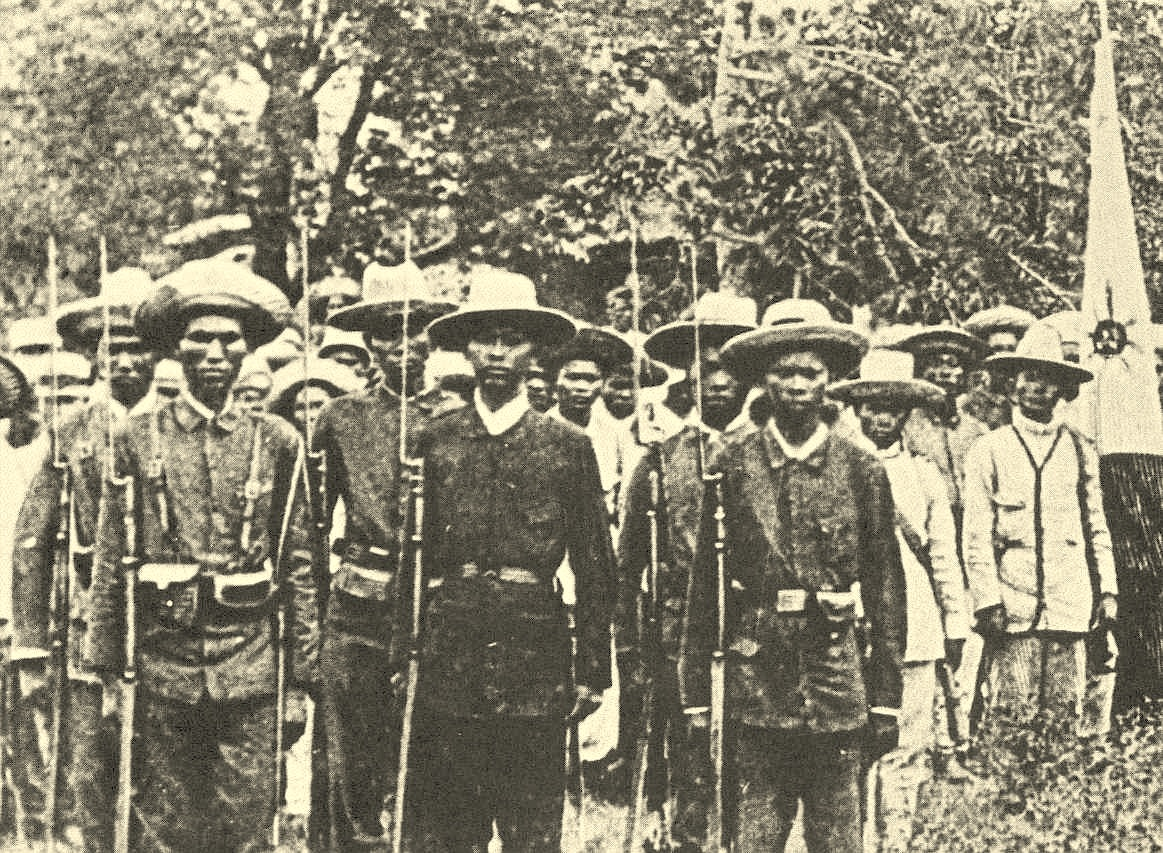
انقلابیون مسلح فیلیپینی در اواخر قرن ۱۹ شناخته شده به عنوان Katipuneros.

کاتیپونان (Katipunan یا KKK) یک گروه انقلابی در فیلیپین بود که توسط فیلیپینی‌های ضد اسپانیایی در سال ۱۸۹۲ تأسیس شد. مرکز این گروه ابتدا در مانیل بود و هدف اصلی آن به دست آوردن استقلال از اسپانیا از طریق انقلاب بود. مؤسس جنبش کاتیپونان یک ملی‌گرای فیلیپینی به نام آندرس بونیفاسیو Bonifacio بود که به همراه کسان دیگری مانند Teodoro پلاتا، Ladislao Diwa و دیگران در ۷ ژوئیه ۱۸۹۲ وقتی نویسنده فیلیپینی خوزه ریزال به داپیتان تبعید شد، این سازمان را تأسیس کردند. در ابتدا کاتیپونان یک سازمان مخفی بود که این وضعیت تا زمان کشف آن در سال ۱۸۹۶ که منجر به گسترش انقلاب فیلیپین شد، طول کشید.
به تاگالوگ واژه "کاتیپونان"به معنای 'انجمن' است که از ریشه کلمه "tipon" به معنی "جمع" یا "جامعه" گرفته شده است. مخفف نام کامل این سازمان به صورت KKK شناخته می‌شود.
با توجه به این که کاتیپونان یک سازمان مخفی بود، اعضای آن ملزم به پنهان کاری و رعایت قوانین ایجاد شده توسط سازمان بودند.

## تشکیلات
مورخ Teodoro Agoncillo تخمین زده است که تا سال ۱۸۹۶ تعداد اعضای جنبش کاتیپونان حدود ۳۰ هزار نفر بوده است.
گذشته از مانیل، سازمان کاتیپونان شعبیه‌های فعالی در ن باتانگا، لاگونا، کاویته، ریزال، بولاکان، پامپانگا، تارلاک و Nueva Ecija داشت. گروه‌های وابسته کوچکتری هم در Iایلیکوس جنوبی، ایلیکوس شمالی، پانگاسینان و منطقه بیکول وجود داشتند.